# История почты и почтовых марок ГДР
История почты и почтовых марок ГДР охватывает период существования на территории Восточной Германии независимого государства — Германской Демократической Республики, выпускавшей собственные почтовые марки (1949—1990).

## Развитие почты
После окончания Второй мировой войны в Восточной Германии работали почтовые службы, организованные властями Советской зоны оккупации Германии. В результате провозглашения в 1949 году Германской Демократической Республики на её территории стала действовать единая почтовая администрация, сохранившая за собой довоенное название Deutsche Post. В 1959 году Deutsche Post была переподчинена Министерству почт и телекоммуникаций ГДР.

## Выпуски почтовых марок

### Советская зона оккупации
С мая 1945 года на территории Восточной Германии, находившейся под советской оккупацией, имели хождение разнообразные выпуски. Ряд городов советской зоны оккупации Германии (СЗОГ) выпускал местные марки. Они были в обращении до 31 марта 1946 года. Собственные эмиссии осуществляли Главные почтовые дирекции, находившиеся на территории СЗОГ. Выпуски ГПД изъяли из обращения 31 октября 1946 года.
В феврале 1946 года были выпущены марки Контрольного совета, которые имели хождение по всей территории Германии. В советской зоне оккупации их изъяли из обращения 31 июля 1948 года.
С 24 июня 1948 года по 30 августа 1949 года выпускались марки советской зоны оккупации Германии. Марки СЗОГ имели хождение на территории Восточной Германии и после образования Германской Демократической Республики и изымались из обращения в два этапа — в июне и в декабре 1951 года.

### ГДР
Первая марка Германской Демократической Республики, после основания этого государства, вышла 9 октября 1949 года. Она была посвящена 75-летию Всемирного почтового союза.
В мае 1950 года в обращение поступила серия из пяти стандартных марок с портретом президента В. Пика. Впоследствии эти марки несколько раз переиздавались.
В октябре 1953 года почтовое ведомство ГДР выпустило памятную книжечку из 10 листков, на каждом из которых была напечатана с оригинальной формы марка из серии к 70-летию со дня смерти Карла Маркса и помещена цитата из его произведений. Эти листки могли быть снабжены оттиском специального штемпеля. Почтового хождения они не имели.
С 1955 по 1990 год марки выпускались в буклетах. В 1971 году в виде тетрадок были изданы памятные марки. С 1972 года местным почтовым отделениям было разрешено вклеивать любые коммеморативные марки в специально издаваемые обложки и продавать в таком виде обычно по цене 1 или 2 марок.
Все марки ГДР, выпущенные с 1 января 1964 года, имели неограниченное время хождения.
С 1 июля 1990 года на территории ГДР было разрешено использовать для франкировки марки ФРГ и Западного Берлина. Последняя серия из двух марок ГДР вышла 2 октября 1990 года. Она была посвящена 100-летию со дня смерти Генриха Шлимана.
Все знаки почтовой оплаты ГДР, изданные с 1 января 1964 по 30 июня 1990 года, были изъяты из обращения 2 октября 1990 года. Марки, выпущенные со 2 июля 1990 года были действительны для почтовой оплаты до 31 декабря 1991 года. После объединения Германии они имели хождение на всей территории страны.
Марки ГДР, выходившие в 1949 году, имели надпись нем. «Deutsche Post» («Немецкая почта»). Первые миниатюры с надписью «Deutsche Demokratische Republik» («Германская Демократическая Республика») были выпущены в марте 1950 года. Они посвящались первому Чемпионату ГДР по зимним видам спорта, проходившем в местечке Ширке. В сентябре 1952 года стандартная серия 1948 года СЗОГ с портретами выдающихся немцев была переиздана на бумаге с новым водяным знаком. Это были единственные марки, выпущенные после 1950 года, с надписью «Deutsche Post». В декабре 1961 года на марках, вышедших в честь советского космонавта Германа Титова, впервые использовалась аббревиатура «DDR» («ГДР»). В июле 1990 года вышла последняя стандартная серия ГДР, марки которой снова имели надпись «Deutsche Post». Эта надпись сохранялась на марках до конца существования ГДР.

### Тематика
Почта ГДР отмечала выпуском марок все крупнейшие национальные и международные события. Традиционно выпускались марки к Лейпцигским ярмаркам, в память борцов против фашизма, деятелей немецкого и международного рабочего движения, на темы искусства, спорта и т. д. Почти к каждому памятному выпуску выпускался конверт первого дня.
Обширно была представлена на марках ГДР ленинская тематика. Так, например, на двух марках, эмитированных в 1960 году (Mi #772) и в 1970 году (Mi #1560), изображён памятник В. И. Ленину, который был открыт 2 июля 1945 года в старинном немецком шахтёрском городе Эйслебене. Трёхметровый бронзовый монумент был вывезен фашистскими захватчиками из города Пушкина Ленинградской области в октябре 1943 года. Благодаря действиям угнанных на работы в Германию советских граждан, немецких рабочих и коммунистов-антифашистов, монумент дважды был спасён от переплавки. После освобождения немецкого народа от фашизма Советское правительство передало ленинский памятник в дар трудящимся Эйслебена. В ноябре 1959 года в Пушкине был установлен бронзовый монумент Э. Тельмана, в знак признательности изготовленный мансфельдскими шахтёрами и металлистами. Изображение памятника Ленину в Эйслебене можно также увидеть на специальном штемпеле гашения третьей региональной филателистической выставки, проходившей в Эйслебене в конце 1974 года[≡].

Памятник Ленину в Эйслебене на марках ГДР
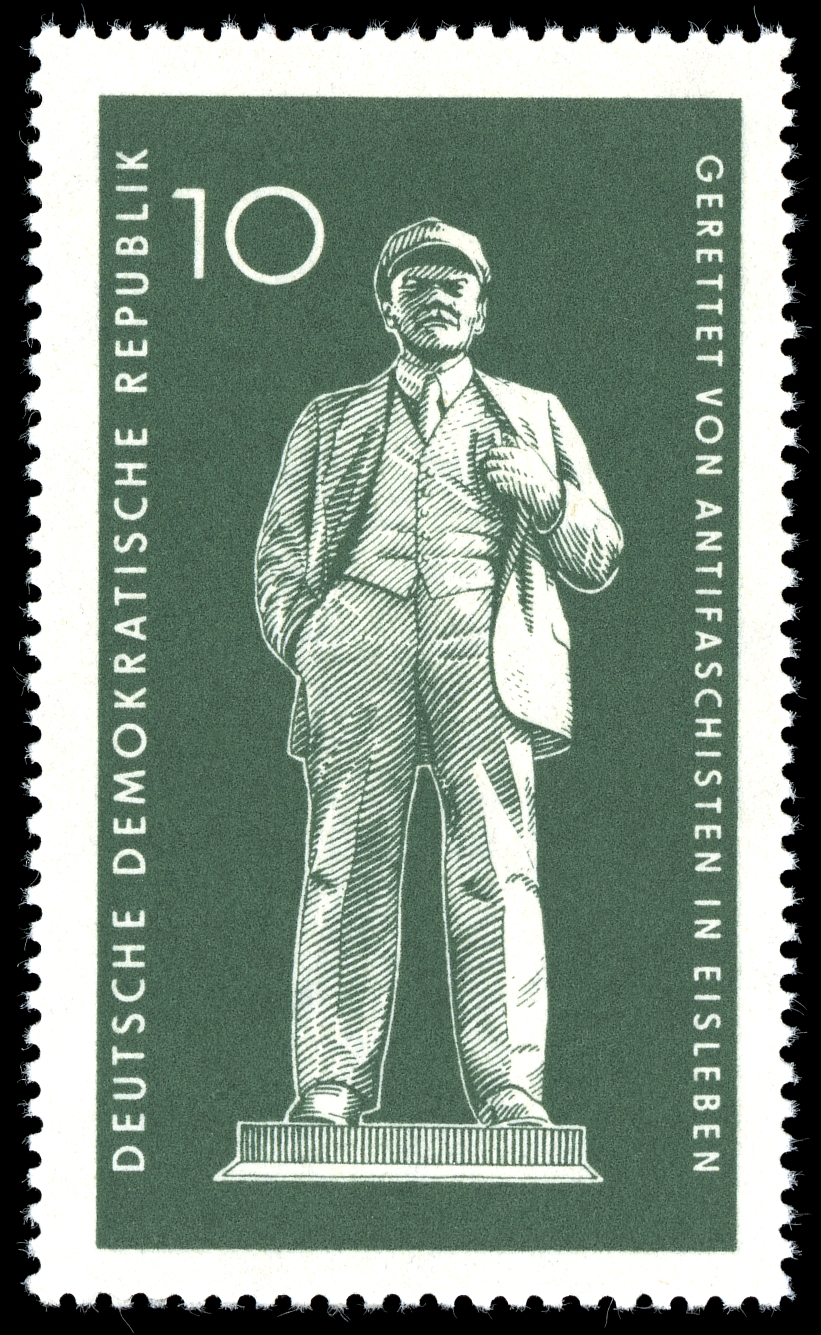
Марка 1960 года (Mi #772)

Известны также ленинские картмаксимумы, изданные в ГДР.

### Марки-редкости
Одними из самых редких марок ГДР считаются три марки и почтовый блок из невыпущенной серии 1984 года, посвящённой Летним Олимпийским играм в Лос-Анджелесе. Каталог «Михель» оценивает каждую марку серии в 4000 евро (2004). Блок оценивается в 15 000 евро.

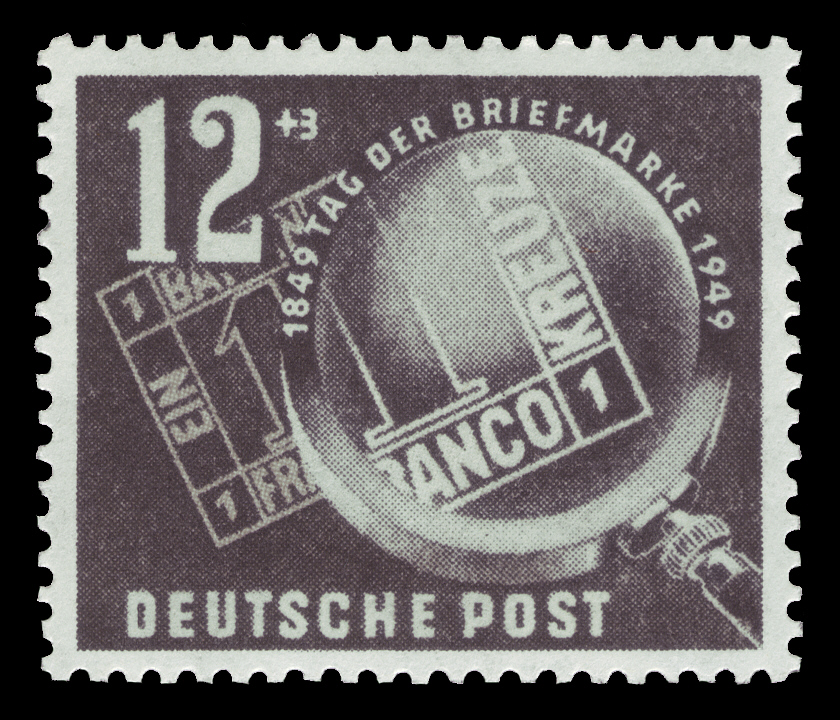
Первая почтово-благотворительная марка ГДР, 1949(Mi #245)

## Другие виды почтовых марок

### Почтово-благотворительные
Первая почтово-благотворительная марка ГДР была выпущена в октябре 1949 года в честь Дня почтовой марки.

### Авиапочтовые
17 января 1950 года состоялся первый официальный полёт по линии Берлин — Москва, выполненный самолётом «Аэрофлота». Самолёт доставил в Москву почту, отмеченную специальным фиолетовым штемпелем с изображением Бранденбургских ворот в Берлине и Спасской башни Кремля в Москве. Для оплаты этой почты использовали марки ГДР, выпущенные в октябре 1949 года, а также марки советской зоны оккупации Германии. Письма, доставленные первым рейсом «Аэрофлота», являются весьма редкими.

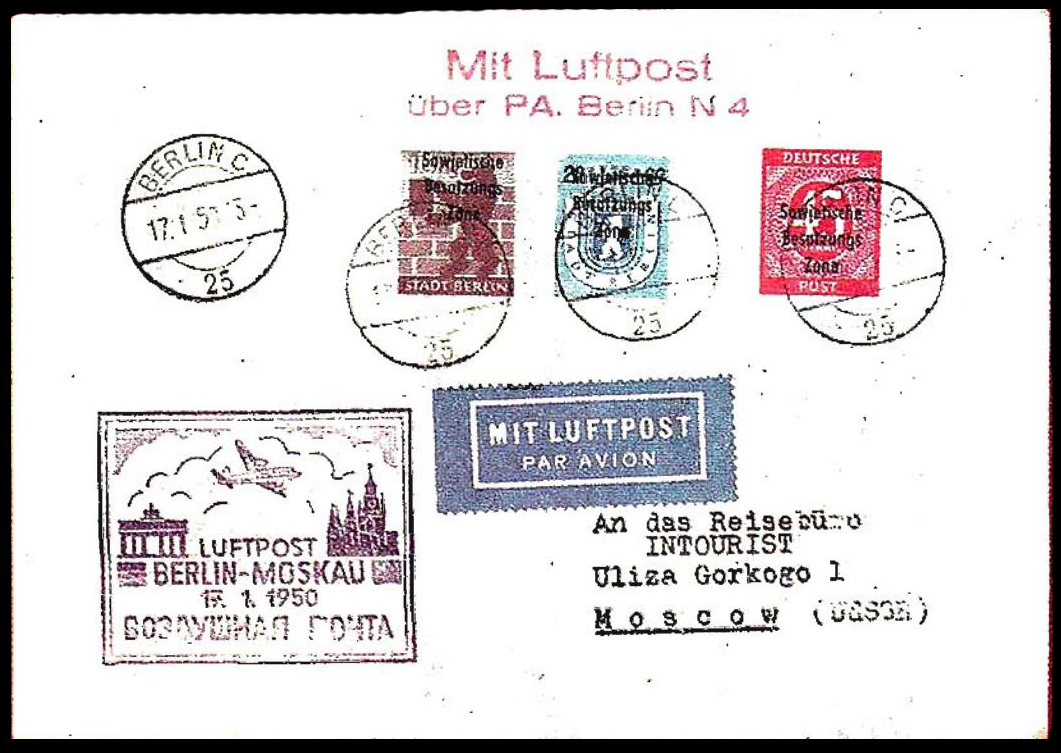
Конверт первого официального полёта «Аэрофлота» Берлин — Москва 17 января 1950 года

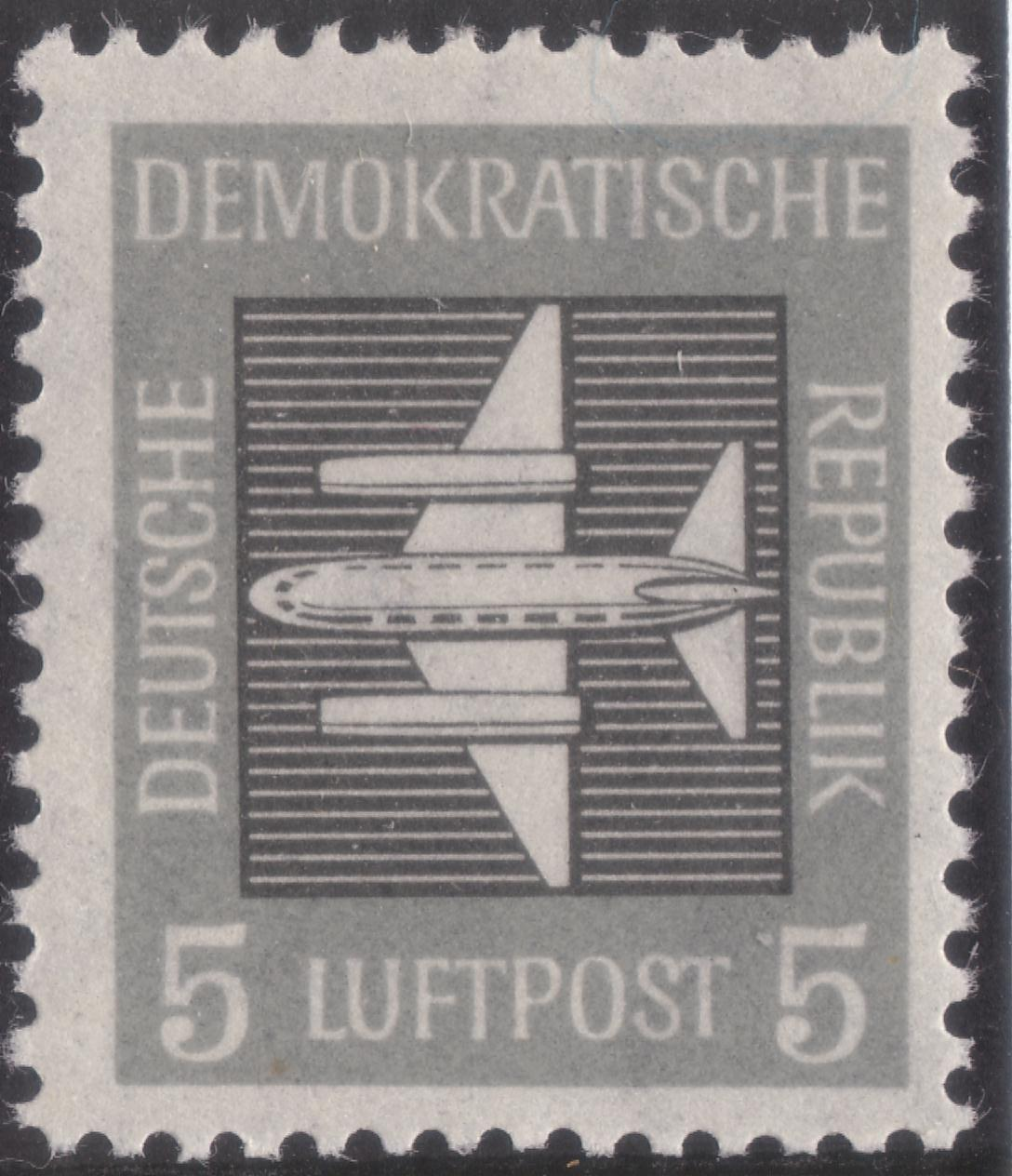
Первая авиапочтовая марка ГДР, 1957(Mi #609Y)

4 октября 1956 года была открыта авиалиния по маршруту Берлин — Варшава — Вильнюс — Москва. Почту для отправки с первым полётом на этой линии принимали в специальном отделении воздушной почты Берлина NW-7, для которого 1 октября 1956 года был введён специальный авиационный календарный штемпель со стилизованным изображением летящего журавля, являющегося эмблемой «Lufthansa». К полёту были изготовлены специальные немаркированные и маркированные конверты (номиналом 5 пфеннигов) с указанием маршрута.
Первые авиапочтовые марки ГДР вышли в декабре 1957 года. На них было помещено стилизованное изображение самолёта. С октября 1982 по октябрь 1987 года выпускалась вторая серия авиапочтовых марок с изображением стилизованного самолёта над письмом. Марки были изъяты из обращения 2 октября 1990 года.

### Служебные
С целью обеспечить сохранность и тайну служебной переписки в августе 1954 года были введены служебные марки с изображением герба ГДР. Существует несколько вариантов его изображения. Пересылка служебной корреспонденции производилась в соответствии с особыми предписаниями. Марки строго учитывались и коллекционерам продавались только в гашёном виде.
Все служебные марки были изъяты из обращения 30 апреля 1960 года. После изъятия из обращения негашеные запасы были проданы для филателистических целей. Существует большое количество допечаток, гашённых штемпелями, нанесёнными типографским способом.

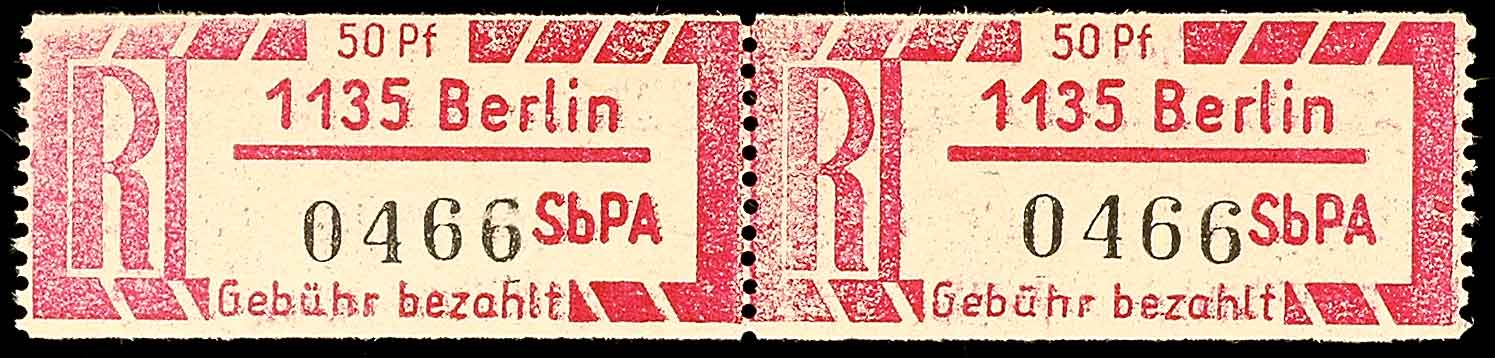
Заказной ярлык для почтамтов самообслуживания, Берлин, 1967(Mi #1Cx)

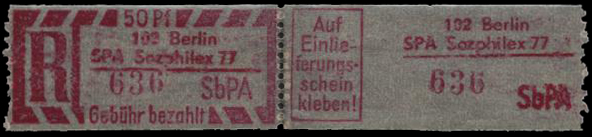
Заказной ярлык для почтамтов самообслуживания, Берлин, 1968(Mi #2)

### Ярлыки для самообслуживания
Первый автомат по продаже заказных ярлыков для почтамтов самообслуживания был продемонстрирован участникам рабочего совещания отделения почты и печати Министерства связи ГДР, которое проходило в местечке Альбек с 31 октября по 4 ноября 1966 года. Выпущенные в первый день работы совещания ярлыки с названием населённого пункта в почтовом обращении не были.
Первые заказные ярлыки для почтамтов самообслуживания с надписью «Gebühr bezahlt» («Тариф оплачен») и указанием стоимости 50 пфеннигов были выпущены в апреле 1967 года. На ярлыке также помещалось название почтового отделения, регистрационный номер и сокращение «SbPA» («Selbstbedienungs—Postamt» — «Почтамт самообслуживания»). Ярлыки существуют на обычной и пергаментной бумаге. В марте 1968 года был введён новый тип ярлыка. Последний, третий тип заказных ярлыков был выпущен в обращение в июле 1983 года.
В мае 1968 года был выпущен ярлык для почтамтов самообслуживания стоимостью 50 пфеннигов для оплаты посылок. С 14 апреля 1969 года посылочные ярлыки запретили использовать для франкировки посылок в Западный Берлин и на территорию ФРГ. Самообслуживание отправки посылок было приостановлено в 1970 году из-за высоких расходов и малого использования автоматов населением.

Конверт, франкированный ярлыком для оплаты посылок на почтамтах самообслуживания, Берлин, 1968(Mi #1 1092)

## Центральная курьерская служба
Центральная курьерская служба (ЦКС), как особый вид служебной почты, была организована в ГДР в 1955 году. Она находилась в ведении Министерства внутренних дел и была призвана обеспечить тайну переписки государственных учреждений. С апреля 1956 по июнь 1964 года ЦКС выпускала собственные марки. Издавались также наклейки для конфиденциальных служебных писем и служебные марки для оплаты специального уведомления о вручении.

## Антарктическая почта
1 апреля 1988 года на научной антарктической базе ГДР «Георг Форстер» (нем. Georg-Forster-Station) было открыто почтовое отделение, имеющее собственный календарный штемпель. Полярная станция работала до 1993 года.

## Цельные вещи
Принятый 3 апреля 1959 года Устав почты ГДР разрешал использовать вырезки из цельных вещей для франкировки почтовых отправлений. Поэтому вырезанные из почтовых карточек и конвертов знаки почтовой оплаты иногда встречаются на письмах.

## Развитие филателии
С 1949 года филателистическое движение в Восточной Германии развивалось в виде секций и комиссий по филателии при Культурбунде, при этом руководство филателистическими вопросами в республике взяла на себя Центральная филателистическая комиссия Культурбунда. С 26 августа по 3 сентября 1950 года в Лейпциге проходила первая в ГДР выставка почтовых марок «Debria». Это событие было отмечено выпуском марок и первого почтового блока ГДР.

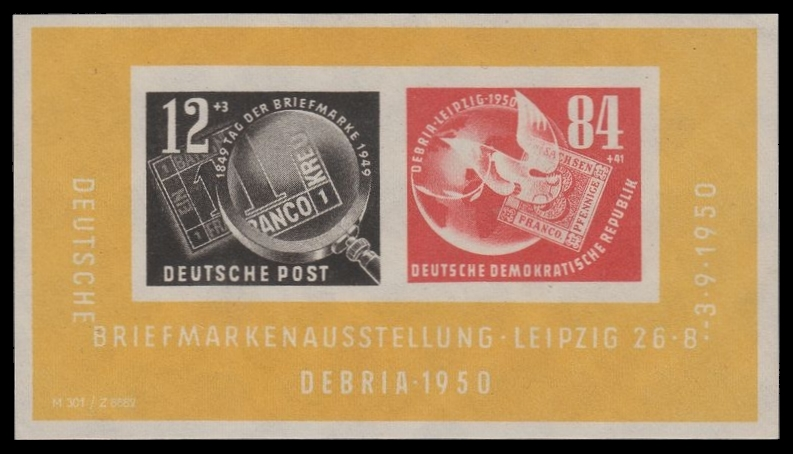
Первый почтовый блок ГДР по случаю первой выставки почтовых марок «Debria», 1950(Mi #Block7). На блоке по типу «марка на марке» изображены первые немецкие знаки почтовой оплаты — «Чёрная единица» и «Саксонская тройка». Одновременно этим выпуском были отмечены столетие первой немецкой марки и День почтовой марки

Позднее была создана официальная общенациональная филателистическая организация — Союз филателистов ГДР (Philatelistenverband der DDR), учредительная конференция которого состоялась в апреле 1969 года в Лейпциге. Первым председателем Союза филателистов был избран Курт Земиш (Kurt Sämisch), бывший до этого председателем Центральной комиссии.

Каталог «Липсия», том «ГДР» (1983)

Печатным органом Центрального правления Союза филателистов был журнал «Sammler Express» («Заммлер Экспресс», дословно — «Экспресс коллекционера»).
В ГДР издавались собственные каталоги «Липсия», в которых описывались в первую очередь почтовые марки Германии и ГДР, а также других стран мира.
Филателисты ГДР принимали самое деятельное участие в филателистических выставках в своей стране и за её пределами. Например, в апреле 1970 года в честь столетнего юбилея Ленина была организована международная филателистическая выставка «Москва—Париж—Берлин». Примером различных внутренних выставок может служить 3-я региональная филателистическая выставка, которая состоялась в Эйслебене в конце 1974 года и на которой проводилось специальное гашение (с изображением памятника Ленину на штемпеле)[^].